# Florian Zenker

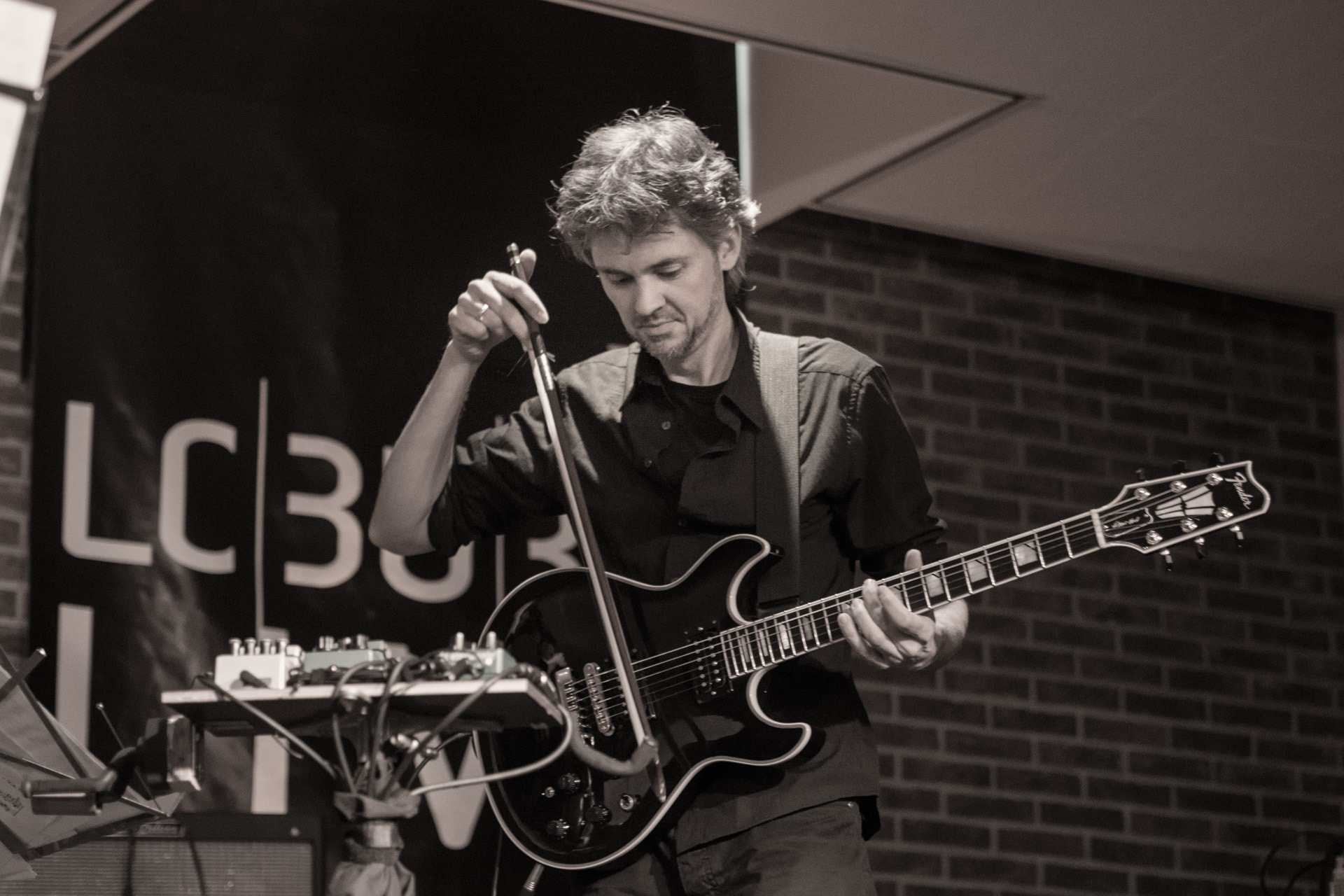
Florian Zenker (2014)

Florian Zenker (* 1972) ist ein deutscher (Jazz-)Gitarrist und Komponist.

## Leben
Zenker studierte Jazzgitarre am Königlichen Konservatorium in Den Haag (Master-Abschluss 2000), lebte und arbeitet einige Jahre in Oslo (Norwegen) und zog 2004 nach Köln.
Zenker gab mit verschiedenen Gruppen und Projekten Konzerte in ganz Europa, Kanada und Kolumbien und trat unter anderem auf dem North Sea Jazz Festival auf. Er arbeitete unter anderem mit Oene van Geel, Mats Eilertsen, Wolfert Brederode, Eric Vloeimans, Eric Ineke, Jeroen van Vliet, Kinan Azmeh, Jarle Vespestad, Lydia van Dam, Tony Overwater, Jasper Somsen und Gregor Hübner zusammen.
Als Komponist schrieb Zenker den größten Teil des Repertoires des Florian Zenker/ Christian Kappe 4tet und steuerte mehrere Kompositionen zu u. a. CD-Produktionen von Wolfert Brederodes Bandprojekt Nimbus sowie Christof Mays Gruppe Maygus bei. Ebenfalls schuf er einen Großteil der Musik der Band tiny tribe, die er mit Jens Loh und Afra Mussawisade gründete. Gemeinsam mit Chris Jennings und Arie den Boer betreibt er das Trio Triple Horizon.
Weiterhin komponierte Zenker Musik für Kurz- und Dokumentarfilme und Theaterstücke sowie eine Reihe niederländischer Avantgarde-Stummfilme der Jahre 1928 bis 1934. 2006 schrieb er die Musik für den Spielfilm Sunny. Weiterhin schuf er die Musik für mehrere Fernsehsendungen sowie Dokumentar- und Kurzfilme in Norwegen sowie Jingles für Radio-Sender in Deutschland, den Niederlanden und Österreich, und wirkte als Studiogitarrist an Filmmusiken mit.
Neben der elektrischen Jazzgitarre setzt Zenker auch Gitarren-verwandte Instrumente wie etwa eine speziell angefertigte 11-saitige Cister und zahlreiche Effektgeräte ein.

## Diskografie (Auswahl)
Als Leader:
- Zenker / Kappe 4tet: It's Green (1998)
- Zenker / Kappe 4tet: GETXO JAZZ (2000)
- Zenker / Kappe 4tet: The Merry-Go-Round After Dark (2001)
- Tiny Tribe: Milou (2006, mit Jens Loh, Oene Van Geel, Afra Mussawisade)
- Tiny Tribe: Strange Stories and Faraway Places (2010, mit Jens Loh, Manfred Leuchter, Matthias Bergmann, Gregor Hübner, Afra Mussawisade)

Als Sideman:
- Kristina Fuchs Sonic Unit: Portrait of a Woman feat. Eric Vloeimans (2000)
- NIMBUS featuring Dave Liebman: Festina Lente (2003, mit Christof May, Wolfert Broderode, Tom van Lent, Aimée Povel, Eric Ineke)
- Kristina Fuchs Sonic Unit: Whence & Whither (2003)
- Kristina Fuchs Sonic Unit: BAYRAM feat. Theo Loevendie (2003)
- Natasza Kurek Group: Incantation (2004)
- Judith Nijland: Suitcase of Songs (2006)
- Trio Bert Lochs: Mouth Pieces (2007)
- Trio Bert Lochs feat. Lydia van Dam: Live (2009)
- Jasper Somsen Group: Dreams, Thoughts & Poetry - The Music of Enrico Pieranunzi (2010)
- Judith Nijland: Four Zero (2011)
- Jasper Somsen Group: Sardegna (2013)
- Gjertrud Lunde: Hjemklang (2014, mit Gjertrud Lunde, Wolfert Brederode, Bodek Janke, Arve Henriksen)
- Christof May featuring Nils Petter Molvær und Susanne Abbuehl Deeper Green (2015)

## Filmografie (Auswahl)
Als Komponist:
- 2004: Dr. Gro (NRK/Norwegen, TV-Dokumentation, mit Anders Elverhøy)
- 2007: Sunny (Kinofilm von Thorsten Wettcke)
- 2008: Kairo All Inklusive (Kino-Dokumentarfilm von Walter Größbauer)
- 2008: Al-Chatt / Die Schrift (Reportage/TV)
- 2009: Mali und die Kunst des Teilens (Doku/Kino, von Walter Größbauer)
- 2010: David Lynch presents Interview Project Germany (Dokumentationsfilm-Projekt in 50 kurzen Online-Episoden)
- 2012. Grasmücke und Pitbulls (Celia Rothmund / Sebastián Barahona)
- 2013: Bienvenido a Costa Rica (ORF)
- 2014: Zwischen Chaos und Krieg – Wer zerstört die Ukraine? (ARD/WDR, von Eva Müller und Tina Hassel, Udo Lielischkies, Bettina Scharkus und Stephan Stuchlik)[3]
- 2014: Ebola bei uns - Gefahr oder Panikmache? (Dokumentation, WDR)
- 2015: Richter Gottes - Die geheimen Prozesse der Kirche (ARD/WDR)
- 2016: Richter Gottes - Der Fall Hildesheim (ARD/WDR)[4]
- 2017: Herr und Frau Petry (ARD/NDR/SWR)[5]
- 2018: Meine Täter, die Priester (WDR)
- 2019: Docupy: #Heimatland (bildundtonfabrik/ARD/WDR)

Mitwirkung als Studiomusiker:
- 2009: Blind am Abgrund (WDR, Musik von Stefan Ziethen)
- 2011: Klitschko (Kinodokumentation)
- 2014: Nowitzki. Der perfekte Wurf (Kinodokumentation)